# 长兴原指树蛙
长兴原指树蛙（学名：Kurixalus inexpectatus），一种于中国浙江省湖州市长兴县龙山街道川步村发现的两栖动物，隶属于树蛙科原指树蛙属。

## 物种比较
本种与面天原指树蛙（Kurixalus idiootocus）相似，但长兴原指树蛙后肢贴体前伸，胫跗关节超眼前角；鼻子相对于体长（SVL）更短；鼻间距相对于体长较大；眼径相对于体长较小；鼓膜径相对于体长较大；眼鼻距较大；前肢长度明显更长。